# Marta Feuchtwanger

Marta Feuchtwanger in jungen Jahren (1920)

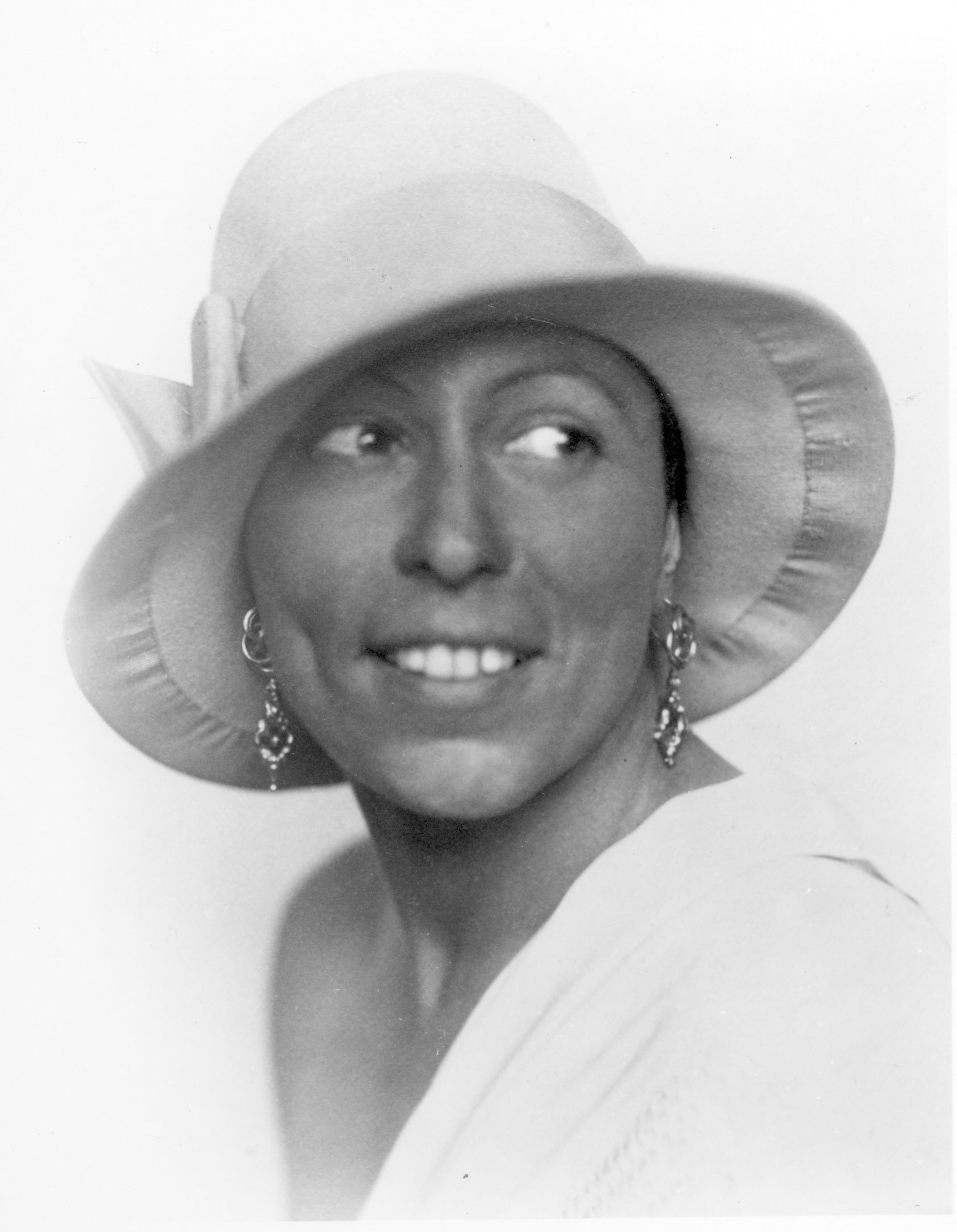
Marta Feuchtwanger (1926)

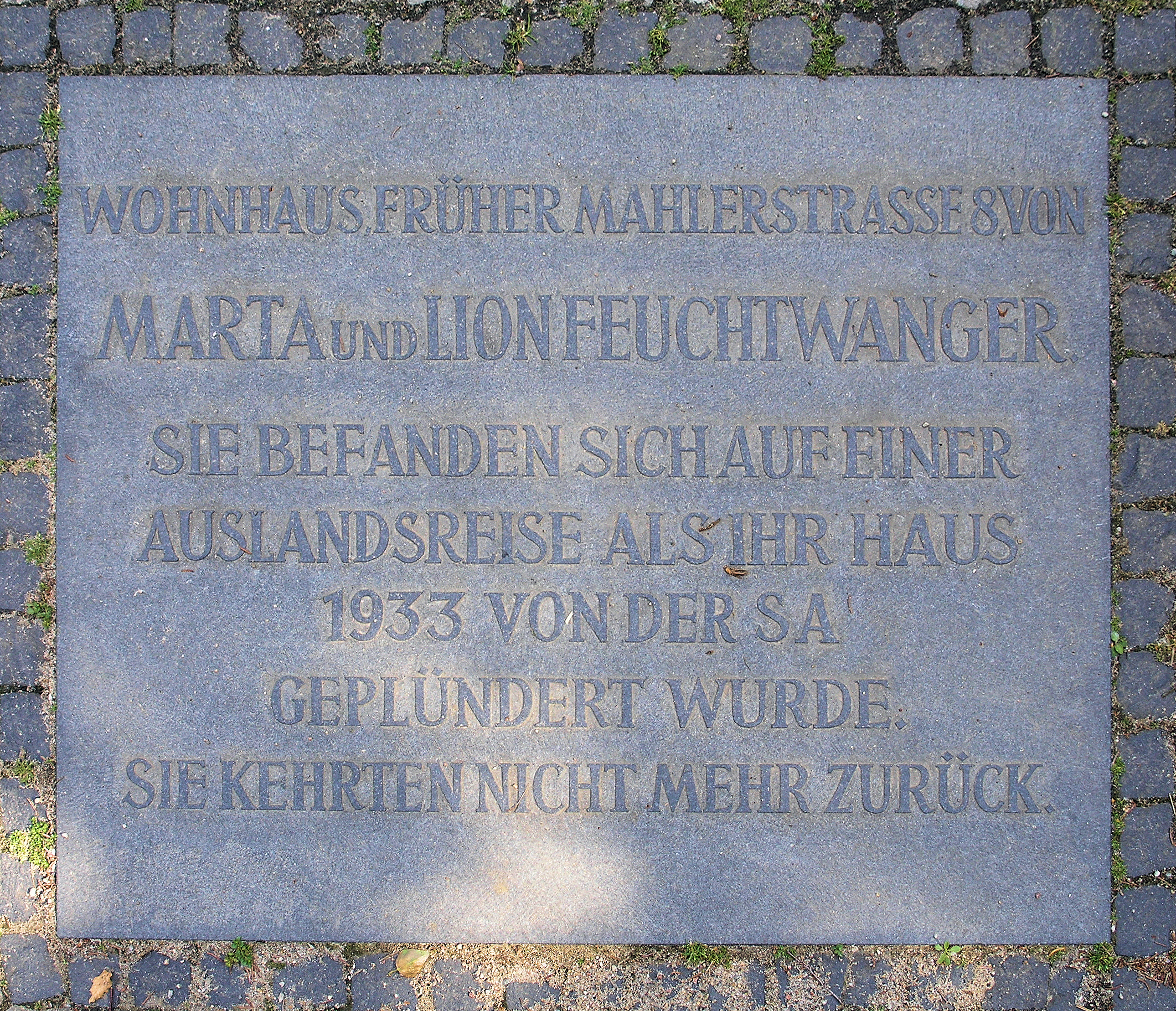
Gedenktafel vor dem Haus Regerstraße 8 in Berlin-Grunewald

Marta Feuchtwanger (* 21. Januar 1891 in München als Marta Löffler; † 25. Oktober 1987 in Pacific Palisades) wurde als drittes Kind des jüdischen Textilkaufmanns Leopold Löffler und dessen Ehefrau Johanna Reitlinger Löffler in München geboren. Sie war die Ehefrau des Schriftstellers Lion Feuchtwanger und eine wichtige Persönlichkeit im Kreis der deutschen Exilanten und des kulturellen Lebens in Los Angeles. 1933 emigrierte sie mit ihrem Mann zunächst nach Sanary-sur-Mer, von wo aus sie 1940 über Spanien und Portugal ins amerikanische Exil nach Los Angeles flohen. Nach dem Tod ihres Mannes 1958 übertrug sie ihr Haus, die Villa Aurora, sowie die Bibliothek Lion Feuchtwangers der USC Library und verwaltete diese bis zu ihrem Tod 1987. Darüber hinaus nahm sie über 50 Stunden Oral History auf und erhielt 1966 das Große Bundesverdienstkreuz sowie 1980 die Ehrendoktorwürde der University of Southern California.
Marta hatte ihre eigene Art der Emanzipation: selbst ging sie keinem Beruf nach, sie war allerdings für Lions kreativen Schaffensprozess wichtig, den sie durch Kritik und Lektorat intensiv begleitete. Sie war es auch, die Lion davon überzeugte, historische Romane zu schreiben. „Mein Leben begann mit dem Tag, an dem ich Lion das erste Mal traf“, sagte sie einmal.

## Leben
Marta Feuchtwanger wuchs in gut situierten Verhältnissen in München auf. Ihre Eltern gehörten den Reformjuden an, die gegenüber der orthodoxen Gemeinschaft die große Mehrheit der jüdischen Bevölkerung in München darstellten. Die Familie besuchte samstags die Synagoge und pflegte allgemeine jüdische Traditionen, jedoch war Martas Eltern ein auffallender jüdischer Lebensstil unangenehm und sie hielten ihr Judentum sehr diskret. So verzichtete man beispielsweise bei Restaurantbesuchen auf strikte Einhaltung jüdischer Speisegesetze. Während ihrer Kindheit und Jugend wurde Marta oft mit antisemitischen Angriffen konfrontiert, direkt durch Beschimpfungen und indirekt durch die Nachrichten von Pogromen in Osteuropa und von der Dreyfus-Affäre. In direkten Konfrontationen konnte sie sich meist erfolgreich behaupten. Marta begann in ihrer frühen Jugend mit Gymnastik, eine Leidenschaft, die sie bis ins hohe Alter behielt. Schon mit vierzehn Jahren leitete sie eine Turngruppe. Durch Franziska Feuchtwanger, eine Schwester Lions, lernte sie Lion Feuchtwanger 1909 auf einer Hausparty kennen.
Als Marta schwanger wurde, machte ihr Lion einen Heiratsantrag, obwohl beide die Ehe als zu bürgerlich ablehnten. Die Hochzeit fand am 10. Mai 1912 in kleinem Rahmen am Bodensee statt, von wo aus das Paar eine Reise nach Südfrankreich, Italien und Marokko begann, die zwei Jahre dauerte. Die Reise führte zunächst durch die Schweizer Alpen. Nach einer anstrengenden Wanderung im Gebirge brachte Marta Feuchtwanger unter dramatischen Umständen eine Tochter zur Welt. Die daraus resultierende Schwäche band sie noch monatelang ans Krankenlager. Sobald es ihr gesundheitlicher Zustand erlaubte, reisten die Eheleute in das italienische Rivieradorf Pietra Ligure. Hier starb ihre Tochter an Typhus. Die Erfahrung dieses Verlusts ging später in einige Romane Feuchtwangers ein. Die Feuchtwangers reisten weiter nach Monte Carlo und von dort aus nach Tunesien. Hier wurden sie vom Kriegsausbruch überrascht und Lion kurzzeitig inhaftiert. Es gelang ihnen, mit einem italienischen Schiff das Land zu verlassen. Nachdem Lion eine militärische Ausbildung erhalten hatte, aber aus gesundheitlichen Gründen vom Wehrdienst freigestellt worden war, wandte er sich wieder der schriftstellerischen Arbeit zu, während Marta das praktische Leben organisierte. Sie wirkte auch auf seine Arbeiten und sein Umfeld ein. So gab sie beispielsweise dem ursprünglich Spartakus betitelten Stück des damals noch unbekannten Bertolt Brecht, der sich hilfesuchend an Lion gewandt hatte, den Titel Trommeln in der Nacht. 1925 zogen die Feuchtwangers nach Berlin und kauften dort 1931 ein Haus im Grunewald. Im Herbst 1932 begleitete Marta ihren Mann auf eine Lesereise nach London. Von dort kehrte sie zunächst nach Berlin zurück und begab sich dann in einen Ski-Urlaub nach St. Anton, von wo aus sie aufgrund der Machtergreifung Hitlers nicht mehr nach Deutschland zurückkehren konnte.

## Emigration

### Frankreich
Als Adolf Hitler am 30. Januar 1933 als Reichskanzler vereidigt wurde, hielt sich Marta in St. Anton auf, während Lion Feuchtwanger sich auf einer Lesereise in den USA befand. Als sich die Situation in Deutschland schnell verschlechterte, entschloss dieser sich nicht, wie geplant, nach Deutschland zurückzukehren, sondern zu Marta nach St. Anton zu reisen. Von dort aus reisten sie gemeinsam nach Südfrankreich. Lion und Marta kamen in Marseille an und nahmen ein Taxi, um an der Küste ein Haus zu suchen. Marta schwärmt in der Oral History von dem Klima, den Düften und der schönen Landschaft an der französischen Riviera. In der Nähe von Bandol entdeckte Marta das Hotel La Reserve, in das Lion und Marta zogen. Thomas Mann beschrieb Marta in einem Tagebucheintrag über ein Treffen im Hotel La Reserve als eine „ägyptisch aussehende Frau“, auch Heinrich Mann spricht von Martas eleganter Erscheinung und ihrem stilsicheren Auftreten, das sie ihr Leben lang behielt. Nach und nach kamen Lion und Marta in Sanary in Kontakt mit Literaten wie René Schickele oder Aldous Huxley. Nach einiger Zeit entdeckte Marta die etwas abseits gelegene, leer stehende Villa Lazare mit kleinem privaten Strand und Blick auf die Bucht. Im Juni 1933 zogen Lion und Marta nach einigen bürokratischen Schwierigkeiten in die gemietete Villa ein. Da das Haus nur dürftig eingerichtet war, schliefen die Feuchtwangers zu Anfang auf Matratzen, wie sie auch später beim Einzug in die Villa Aurora anfangs in Schlafsäcken im Garten übernachteten. Die Feuchtwangers zogen viele Besucher nach Sanary, die Villa Lazare wurde zum Mittelpunkt der Emigranten-Kolonie, man traf sich zu Lesungen und von Marta organisierten Teegesellschaften, zu denen oft um die sechzig Gäste kamen. Marta unternahm u. a. mit Bertolt Brecht und Heinrich Mann Ausflüge in die Umgebung. Auch Lola Humm-Sernau, Lions Sekretärin, wohnte mit in der Villa, wobei es zwischen den beiden Frauen aufgrund von Lolas Beziehung mit Lion zu Spannungen kam.
In ihrer Zeit in Sanary erfuhren Marta und Lion dann auch vom Entzug ihrer deutschen Staatsangehörigkeit. Im März 1934 zogen beide in die Villa Valmer um, die noch heute am Boulevard Beausoleil 164 zu finden ist. Auch dort traf sich die Gemeinschaft der deutschen Exilanten. Im Juni 1934 machte Walter Bondy in der Villa Fotoaufnahmen von Marta und Lion. Martas Leben bestand während der Zeit in Sanary vor allem daraus, Gartenarbeit zu machen, Skiurlaube und Autotouren zu unternehmen und Gastgeberin zu sein. Marta Feuchtwanger war für ihre Gastfreundschaft in den Kreisen der Emigranten bekannt, unter anderem findet dies in Thomas Manns Tagebüchern Erwähnung.
Nach Beginn des Zweiten Weltkriegs wurde Lion Feuchtwanger mehrmals interniert, er konnte mit Hilfe Martas und der Unterstützung u. a. des amerikanischen Vizekonsuls in Marseille, Hiram Bingham, und des Fluchthelfers Varian Fry entkommen und im September 1940 zusammen mit anderen Gefangenen oder Gefährdeten über die Pyrenäen zu Fuß nach Spanien fliehen. Marta zeigte im Camp de Gurs, wo sie damals einsaß, große Kraft, um Erleichterungen für ihre Mitgefangenen durchzusetzen. Ihr gelang es, aus dem Frauenlager in Gurs zu entkommen und danach Lion, zu seinem Schutz in Frauenkleider gehüllt, aus dem Männerlager Saint Nicolas zu retten. Mit logistischer Unterstützung vom Emergency Rescue Committee, ERC, reisten die Feuchtwangers in die USA. In der Villa Aurora in Pacific Palisades baute Lion mit Martas Unterstützung seine dritte private Bibliothek auf, denn nur wenige Bücher wurden ihm aus Frankreich nachgeschickt.

### USA
Mitte November 1940 erreichte Marta Feuchtwanger per Schiff den Hafen von New York, wo sie von Lion, der auf einem anderen Schiff nach New York gereist war, und Ben Huebsch in Empfang genommen wurde. Von New York reiste das Ehepaar Anfang 1941 nach Los Angeles, wo es zunächst bei Eva Herrmann unterkam.
Im Laufe der nächsten zwei Jahre waren Lion und Marta noch weitere fünf Mal gezwungen umzuziehen, bis sie schließlich Anfang 1943 endgültig nach Pacific Palisades zogen. Das Haus im abgelegenen Paseo Miramar befand sich in einem schlechten Zustand, doch Marta verliebte sich ungeachtet dessen sofort in die Aussicht über den Pazifik und die Bucht von Santa Monica. Das Haus war 1928 als Los Angeles Times Demonstration Haus im spanisch-maurischen Stil gebaut worden, die Kathedrale von Teruel war Vorbild unter anderem für die Gestaltung der Decke im Salon. Lion hatte gerade seinen Roman Die Brüder Lautensack an die Zeitschrift Colliers verkauft und konnte das Haus für diese 9000 $ erwerben.
Mit viel Geschick schaffte es Marta, das Haus mit der Hilfe eines Nachbarn, der den Feuchtwangers einen Arbeiter zur Verfügung stellte, wieder herzurichten. Nach und nach richtete Marta das Haus weitestgehend mit Gebrauchtmöbeln ein. Sobald das Ehepaar Feuchtwanger es sich leisten konnte, wurden nicht etwa teure Kleidung oder Schmuck, sondern Bücher für die Bibliothek Lions, Regale für das Haus und neue Pflanzen für den Garten gekauft, der Garten war für Marta von großer Bedeutung. „Ich pflanze Bäume, weil Papier aus Bäumen gemacht wird“, sagte Marta einmal über ihre Liebe zum Garten.
Schnell wurde das Haus im Paseo Miramar, später Villa Aurora genannt, zum Künstlertreffpunkt. Zu Lese- und Musikabenden, Feiern und Streitgesprächen kamen Thomas Mann und Heinrich Mann, Bertolt Brecht, Franz Werfel und Alma Mahler-Werfel, Alfred Döblin, Ludwig Marcuse, Bruno Frank, Albert Einstein, Arnold Schönberg, Kurt Weill, Hanns Eisler, Fritz Lang und Charlie Chaplin. Dabei versorgte Marta die Gäste mit ihrem selbstgemachten Apfelstrudel.
Im Laufe der folgenden Jahre versuchte das Ehepaar Feuchtwanger wiederholt die amerikanische Staatsbürgerschaft zu erlangen, doch wurde immer wieder die Entscheidung über den Antrag wegen des Kommunismusverdachts gegen Lion Feuchtwanger verzögert. Erst kurz nach Lions Tod wurde Marta die Genehmigung des Antrags auf Staatsbürgerschaft mitgeteilt. Marta wollte die Staatsbürgerschaft erst ablehnen, entschied sich dann aber um und nahm schließlich die amerikanische Staatsbürgerschaft am 10. Januar 1959 an.
Zunächst war unklar, was mit dem Nachlass Lion Feuchtwangers passieren sollte. Marta Feuchtwanger war als Alleinerbin bestimmt worden. Im Jahr nach Lions Tod übertrug Marta mit Hilfe des Germanisten Harold van Hofe das Haus mit seiner Bibliothek der University of Southern California (USC). Marta Feuchtwanger erhielt im Gegenzug ein lebenslanges Wohnrecht und wurde als Kuratorin angestellt, wofür sie ein kleines Gehalt erhielt. Zusätzlich übernahm die USC die Kosten für Versicherungen und Unterhalt des Hauses.
In den Jahren bis zu ihrem Tod pflegte Marta Feuchtwanger das Andenken ihres Ehemannes und wurde zu einer wichtigen Person des öffentlichen Lebens. Sie gab Führungen durch das Haus und war ein gerngesehener Gast auf Partys und offiziellen Anlässen in Los Angeles. Als Ikone des Exils prägte sie auch nach Lions Tod 1958 die deutsche Kulturszene in Los Angeles.
1964 wurde ihr zu ihrem 75. Geburtstag das Bundesverdienstkreuz durch Bundespräsident Heinrich Lübke verliehen.
Im April 1969 reiste Marta Feuchtwanger auf Einladung Willy Brandts nach einigem Zögern das erste Mal wieder nach Deutschland. Dabei nahm sie offizielle Termine sowohl in der Bundesrepublik Deutschland als auch in der DDR wahr, wo sie jeweils ehrenvoll empfangen wurde. Wieder zurück in Los Angeles, bewertete Marta Feuchtwanger die Entwicklung in Deutschland positiv: “Wir, die wir durch und um Deutschland litten, können von nun an mit größerer Zuversicht nach vorwärts sehen.”
Im Jahre 1980 wurde ihr die Ehrendoktorwürde durch die USC verliehen. Am 25. Oktober 1987 starb Marta Feuchtwanger im Alter von 96 Jahren in Santa Monica. Marta und Lion sind auf dem Woodlawn Cemetery in Santa Monica begraben.
1995 wurde an der University of Southern California die Feuchtwanger Memorial Library eingeweiht, die neben Lion Feuchtwangers Bibliothek auch die Nachlässe von Marta und Lion Feuchtwanger sowie weiterer deutschsprachiger Emigranten beherbergt. Das ehemalige Haus der Feuchtwangers, die Villa Aurora, ist heute Künstlerresidenz, in der deutsche Künstler aus verschiedenen Kunstsparten jeweils drei Monate wohnen und arbeiten können.

## Werke
- An émigré Life. Munich, Berlin, Sanary, Pacific Palisades. Marta Feuchtwanger. Interviewed by Lawrence Weschler. Typoscript. Volume II/III, University of California und University of Southern California, 1976
- Nur eine Frau: Jahre, Tage, Stunden, Langen Müller, München, Wien 1983, ISBN 3-7844-1876-7
- Leben mit Lion: Gespräch mit Reinhart Hoffmeister in der Reihe „Zeugen des Jahrhunderts“, Hrsg. von Ingo Hermann, Lamuv, Göttingen 1991

## Rezeption im Film
Anlässlich des 20-jährigen Jubiläums der Künstlerresidenz Villa Aurora in Kalifornien wurde 2015 der fiktionale Kurzfilm Marta und Hilde von Rosa von Praunheim über Marta Feuchtwanger und Hilda Waldo im Berliner Arsenal – Institut für Film und Videokunst aufgeführt.